# Lordemanos
Lordemanos es una pedanía perteneciente al municipio de Cimanes de la Vega, situado en la comarca Esla-Campos, con una población de veintisiete habitantes según el INE. Está situada al final de la CV-207-3. Lordemanos es uno de los lugares cuyo topónimo recuerda la presencia de los vikingos en la península ibérica.

## Demografía
En 2023 contaba con 13 habitantes, 9 hombres y 4 mujeres.